# Хронологія світових рекордів зі спортивної ходьби на 5000 метрів серед чоловіків (коротка доріжка)
Світові рекорди зі спортивної ходьби на 5000 метрів на короткій доріжці визнаються Світовою легкою атлетикою з-поміж результатів, показаних ходоками на аренах із довжиною кола доріжки до 200 метрів, за умови дотримання встановлених вимог.
Світова легка атлетика почала ратифікацію світових рекордів у цій дисципліні на аренах з короткою доріжкою під дахом (в приміщенні) з 1 січня 1987.
Із 1 листопада 2023 ратифікація світових рекордів у цій дисципліні була поширена також і на результати, які будуть показані на короткій доріжці і просто неба.

## Хронологія рекордів
| Результат                              | Атлет                      | Місто змагань | Дата змагань | Примітки    | Відео            |
| -------------------------------------- | -------------------------- | ------------- | ------------ | ----------- | ---------------- |
| 18.27,79 (i)                           | Михайло Щенніков СРСР      | Індіанаполіс  | 07.03.1987   |             |                  |
| 18.27,10 (i)                           | Михайло Щенніков СРСР      | Будапешт      | 05.03.1989   |             |                  |
| 18.23,88 (i)                           | Франц Костюкевич СРСР      | Волгоград     | 09.02.1991   |             |                  |
| 18.23,55 (i)                           | Михайло Щенніков Росія     | Севілья       | 10.03.1991   |             |                  |
| 18.23,10 (i)                           | Григорій Корнєв Росія      | Москва        | 02.02.1992   |             |                  |
| 18.15,25 (i)                           | Григорій Корнєв Росія      | Москва        | 07.02.1992   |             |                  |
| 18.07,08 (i)                           | Михайло Щенніков Росія     | Москва        | 14.02.1995   |             |                  |
| 17.55,65 (i)                           | Франческо Фортунато Італія | Анкона        | 22.02.2025   | [ 1 ] [ 2 ] | Відео на YouTube |
| 0 років, 31 день від дати встановлення |                            |               |              |             |                  |